# Dirades crepuscularis
Dirades crepuscularis är en fjärilsart som beskrevs av George Francis Hampson 1893. Dirades crepuscularis ingår i släktet Dirades och familjen Uraniidae. Inga underarter finns listade i Catalogue of Life.